# Sierra Cruzada
La Sierra Cruzada está conformada por una de las estribaciones de Sierra Mágina, mantiene una orientación SSO-NMKEE. Se encuentra separada del macizo principal por el río Jandulilla delimitándola por su lado oeste. Al este queda delimitada por la Rambla de Arroyo Salado que la separa de las Sierra del Chantre y Umbría.
En su ladera se encuentran las localidades de Cabra del Santo Cristo, Solera y Aulabar (Belmez).
- Datos: Q6127590